# Kölber Fülöp
Pákai Kölber Fülöp Jakab (Pest, 1816. október 2. – Budapest, 1902. május 25.) hintó- és kocsigyáros, Ferenc József-rend lovagja, a „Kölber Testvérek” cég tulajdonosa, vezérigazgatója.

## Élete

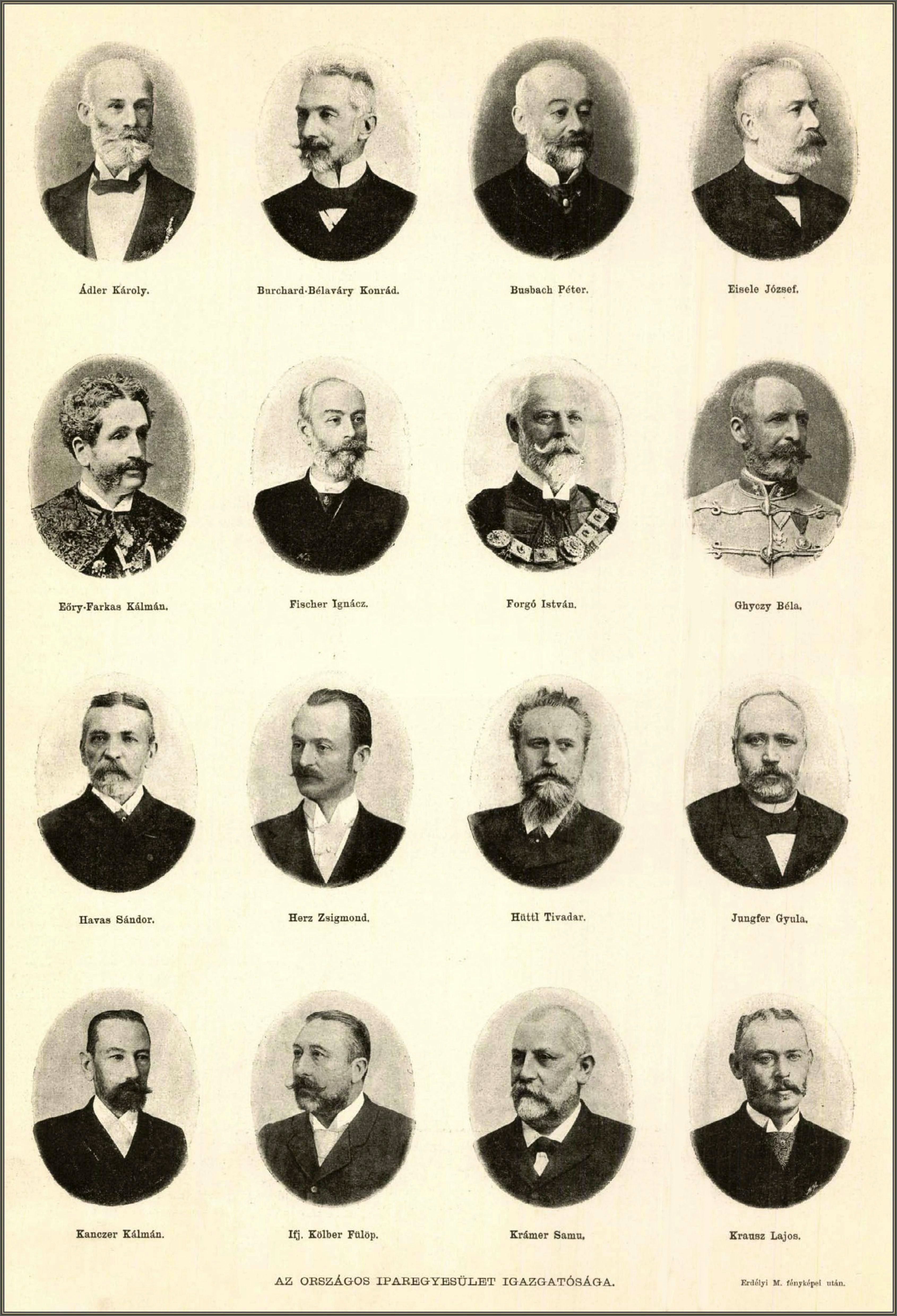
Fiának arcképe az Országos Iparegyesület igazgatósági tagjai között 1893-ban.

Jómódú római katolikus polgári származású családban született. Atyja, Kölber Jakab (1787–1843), kocsigyáros, anyja, Müller Karolina (1795–1883) volt. 1843-ban átvette apja virágzó üzemét, és hamarosan a kocsigyártáshoz szükséges szakmákat egyesítő, valamint korszerű gyártelepet létesített. A szabadságharc idején, Kölber Károly fivérével a nemzeti lovasgárdánál tett szolgálatot, és felfegyverezték a gyár munkásait is. A kocsit, amelyen Kossuth Lajos bevonult a fővárosba, a Kölber-gyár adta ez alkalomra. Az 1860-as évek elejére gyártmányait annyira fejlesztette, hogy Magyarországon a külföldi behozatalt erősen le tudta szorítani, és itthon nagy presztízst jelentett a Kölber-féle kocsi birtoklása. Az 1878-as párizsi világkiállításon egyedül képviselte a magyar kocsi gyártóipart.
1887. július 8-án I. Ferenc József magyar király nemességet és a "'pákai" nemesi előnevet adományozta Kölber Fülöpnek.
A Magyar életrajzi lexikon 1964-es kiadása, és az ennek digitalizálásával készült internetes változatok is összemossák az idősebb (1816–1902) és ifjabb Kölber Fülöpöt (1844–1906). A MÉL-ben közölt életrajz születési dátuma az apáé, a halálozási dátum azonban a gyermeké.

## Házassága és leszármazottjai
1844. szeptember 16-án Pesten, a terézvárosi plébánián feleségül vette a szintén római katolikus Bauer Alojziát (*1826–†Budapest, 1889. május 8.), akitől több gyermeke született:
- ifjabb pákai Kölber Fülöp (1845. augusztus 28. – 1906. december 19.).[9] Neje, Szepessy Antónia (1850–1920)[10]
- pákai Kölber Alajos Nepomuk Károly (*Terézváros, Pest, 1846. november 11.–†Budapest, 1928. december 12.), gépészmérnök, császári és királyi kocsigyáros, kormányfőtanácsos.[11] 1.) felesége: Kaczvinszky Amália, 2.) felesége: Kauser Auguszta (esküvő: 1885. február 2.)[9]
- pákai Kölber Ilona (1850–?), férje, szilvágyi Benárd Ágost
- pákai Kölber Sarolta (1851–1926), férje, Kauser János (1847–1925)
- pákai Kölber Károly (1852–?)
- pákai Kölber Aranka (1854–?), férje, alsóköröskényi Thuróczy Kálmán (*Nyitra, 1847. július 6.–†Budapest, 1897. május 26.) ügyvéd
- pákai Kölber Ferenc (1855–?), neje, Novelly Adél.
- pákai Kölber Károly (1857–?)
- pákai Kölber Lajos. Neje Porst Anna
- pákai Kölber Alojzia (1860–1900), férje,  Kauser Gyula (1855–1920) építész
- pákai Kölber Elemér (1863–?), neje, borsodi Latinovits Hermina (1863–1931)
- pákai Kölber Mária Anna (1866–1942), férje, alszászi Waltherr Gedeon (1852–1928)
- pákai Kölber Béla (1867–?)